# Chiesa di San Giovanni Battista (Incisa Scapaccino)
La chiesa di San Giovanni Battista o anche Santuario Virgo Fidelis è una chiesa parrocchiale della diocesi di Acqui che si trova nella località di Incisa Scapaccino, in provincia di Asti.

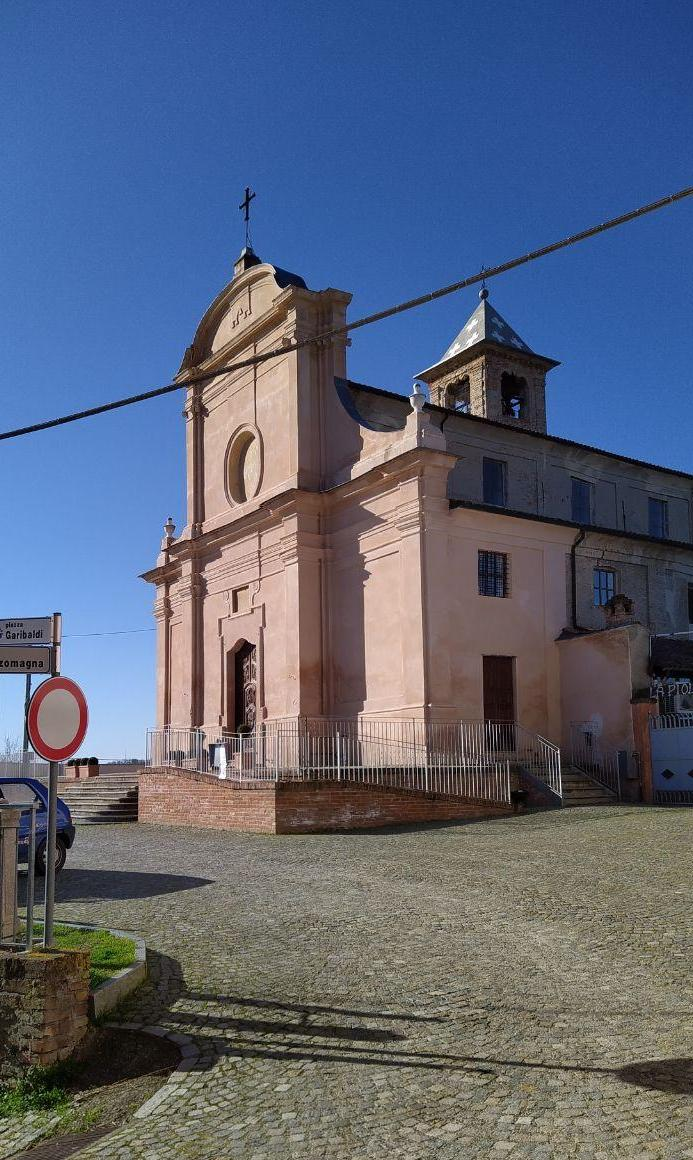
La Chiesa di San Giovanni Battista, Santuario Virgo Fidelis (sec. XVIII)

## Storia
La chiesa è posta in posizione elevata, nel Borgo Villa di Incisa Scapaccino.
Il primo documento scritto in cui si abbia notizia della chiesa di Incisa risale al 1254.
L'edificio, in stile romanico, con una facciata a capanna, aveva tre navate ed era di dimensioni rilevanti.
Nel piazzale sul quale prospetta il sagrato si trovava il cimitero ed era collegato, per mezzo della porta di San Giovanni, al Castello. 
Nel 1514, durante l'assedio e la distruzione d'Incisa da parte delle truppe monferrine, l'edificio fu abbattuto completamente tranne il campanile.
La riedificazione, affidata al capomastro acquese Lorenzo Piana, fu completata solamente nel 1575; la chiesa era composta ora da una singola navata con tre altari e conservava la vecchia torre campanaria che svolgeva anche la funzione di torre civica del comune di Incisa.
La chiesa subì danni e saccheggi nel 1637, ad opera delle truppe spagnole che stavano ponendo sotto assedio Nizza Monferrato e poi ancora nel 1642 da parte dei soldati francesi.
Agli inizi del XVIII secolo il fabbricato si trovava in cattive condizioni e col ritorno di un periodo di pace, la comunità ed il parroco decisero di porre in essere una radicale ricostruzione e ampliamento anche per far fronte all'incremento demografico.
Alla navata centrale, conservata, vennero affiancate due navate laterali e si costruì una nuova facciata cinque metri innanzi a quella vecchia.
L'edificio assunse così l'aspetto con cui si presenta oggi.
Nel 1978 si verificarono, come già durante i secoli precedenti, dissesti e cedimenti nel pavimento con conseguenti gravi lesioni strutturali che causarono l'inagibilità della chiesa per molto tempo.
L'edificio fu riaperto al pubblico solamente nell'autunno del 2014, dopo importanti lavori di restauro.
Il 2 ottobre 2014 il Vescovo di Acqui ha dedicato un altare alla Virgo Fidelis. 
Il 20 ottobre 2015 l'intera chiesa è stata dedicata alla Virgo Fidelis, la patrona dell'Arma dei Carabinieri, divenendo la prima di questo genere in Italia.

## Caratteristiche
La facciata, tripartita e a due ordini sovrapposti presenta i caratteri tipici dell'architettura tardo barocca del Settecento.
Sul fianco orientale si innalza il campanile, in mattoni, che, sia pure rimaneggiato nei secoli, rappresenta l'unica parte rimanente della primitiva chiesa romanica.
Le dimensioni attuali sono di m 31 di lunghezza e m 16,50 di larghezza. 
L'interno, a tre navate, presenta una ricca decorazione in stucco di gusto barocco.